# Korenita (Loznica)
Korenita (Servisch cyrillisch Коренита) is een plaats in de Servische gemeente Loznica. De plaats telt 2680 inwoners (2002).